# Arthroplea congener
Arthroplea congener är en dagsländeart som beskrevs av Simon Bengtsson 1908. Arthroplea congener ingår i släktet Arthroplea, och familjen forsdagsländor. Arten är reproducerande i Sverige.